# ویلیام هایکازیان
ویلیام هایکازیان (ارمنی: Վիլյամ Ներսեսի Հայկազյան؛  زادهٔ ۲۳ فوریهٔ ۱۹۰۷ - درگذشته ۱۳ سپتامبر ۱۹۶۳) یک کارگردان فیلم، فیلم‌نامه‌نویس اهل ارمنستان بود.

## زندگی‌نامه
در ۲۳ فوریهٔ ۱۹۰۷ در کغزی به دنیا آمد و از مؤسسه سینمایی گراسیموف (۱۹۳۵) فارغ‌التحصیل شد. وی همچنین برنده چهره هنری شایسته ارمنستان شوروی شده است. وی در ۱۳ سپتامبر ۱۹۶۳ در سن ۵۶ سالگی در ایروان درگذشت.